# Tokyo Highway Battle
Tokyo Highway Battle, в Японии известная как Drift King Shutokou Battle (яп. DRIFT KING 首都高バトル Дорифуто Кингу Сютоко: Батору) — видеоигра, разработанная студией Genki и выпущенная в 1996 году для консоли PlayStation. В 1997 году в Японии была выпущена версия для Saturn под названием Drift King Shutokou Battle ’97 (яп. DRIFT KING 首都高バトル’97 Дорифуто Кингу Сютоко: Батору ’97).

## Игровой процесс
Игрок берёт под свой контроль один из 12 различных автомобилей, которые можно модифицировать, используя до 60 различных деталей и улучшений, доступных на выбор. В игре предоставляется множество трасс, воссоздающих облик токийских шоссе и дорог. Особенность Tokyo Highway Battle состоит в наличии системы дрифта, достаточно проработанной на момент выхода игры. Игрок зарабатывает очки за победу в гонках, а также за качественно исполненный дрифт. За полученные очки можно улучшить свой автомобиль.

## Разработка и выход игры
В создании игры принял участие Кэйити Цутия — легенда дрифтинга, и Масааки Бандо — ведущий автомобильный эксперт Японии. Кэйити и Масааки выступили в качестве консультантов, чтобы обеспечить приближенную к реальности управляемость и физику для каждого автомобиля, который был представлен в игре. Они также снялись в видеозаставках в начале и в конце игры. В отличие от предыдущих частей серии, в Tokyo Highway Battle используется полноценная трёхмерная графика, а также не был внедрён многопользовательский вариант игры.
Изначально игра была выпущена на PlayStation в Японии 3 мая 1996 года, где, как и в случае с предшественниками, издана компанией Bullet-Proof Software, под названием Drift King Shutokou Battle. 30 сентября того же года компанией Jaleco игра была выпущена в Северной Америке под названием Tokyo Highway Battle, таким образом став первой частью серии, выпущенной за пределами Японии. 28 февраля 1997 года игра была портирована на Saturn и издана компанией Imagineer в Японии под названием Drift King Shutokou Battle ’97. 1 июня того же года версия для PlayStation была издана в Европе компанией THQ с названием, аналогичным североамериканскому.

## Оценки и мнения
| Сводный рейтинг                      | Сводный рейтинг |
| Агрегатор                            | Оценка          |
| ------------------------------------ | --------------- |
| GameRankings                         | 63 %            |
| MobyRank                             | 60/100          |
| Иноязычные издания                   |                 |
| Издание                              | Оценка          |
| AllGame                              | [ 3 ]           |
| CVG                                  | 40/100          |
| GameSpot                             | 3,9/10          |
| IGN                                  | 7/10            |
| Next Generation                      | [ 7 ]           |
| Absolute PlayStation                 | 80/100          |
| Mega Fun                             | 54/100          |
| NowGamer                             | 58/100          |
| Video Games & Computer Entertainment | 80/100          |

Tokyo Highway Battle получила смешанные отзывы от журналистов. На сайте GameRankings средняя оценка составляет 63 %, а на MobyGames — 60 баллов из 100 возможных. В то время, как одним рецензентам понравились возможности тюнинга, механика дрифта и хорошее музыкальное сопровождение, другие раскритиковали игру из-за скучного геймплея, неудобного управления и графических недостатков.
В журнале Absolute PlayStation игре поставили оценку в 80 баллов из 100 возможных. Аналогичным образом Tokyo Highway Battle оценила и редакция Video Games & Computer Entertainment, похвалив «крутые» пейзажи, экзотические автомобили, увлекательный игровой процесс и довольно хорошую музыку, хотя и отметив, что управление могло быть получше. На сайте IGN высоко оценили «феноменальные» возможности модификации машин, механику гоночных состязаний и удобный дрифт, но заметили, что Tokyo Highway Battle может понравиться не всем в равной степени. В Next Generation написали об игре следующее: «Tokyo Highway Battle не стоит в одном ряду с лучшими [играми] из жанра, но и не отстаёт от них». Неоднозначный отзыв оставили об игре в NowGamer, позитивно оценив, с одной стороны, аккуратно выглядящие автомобили и различные возможности по их модификации, но, с другой, назвав Tokyo Highway Battle скучной и покритиковав невысокую частоту кадров.
Некоторые обозреватели отнеслись к игре в основном негативно. В журнале Mega Fun несмотря на положительную оценку большого количества возможностей тюнинга, неодобрительно отнеслись к короткой продолжительности, слабом ИИ, а также проблемам с управлением, графикой и звуком. В редакции Computer and Video Games назвали Tokyo Highway Battle «мучительно медленной»; с положительной стороны были отмечены возможности модификации автомобилей, но этого, по словам критиков, недостаточно, чтобы сделать игру стоящей покупки. Джон Броуди (GameSpot) отрицательно воспринял «тусклую» графику, неудобное управление и даже запутанную и бессмысленную систему тюнинга, назвав Tokyo Highway Battle «монстром Франкенштейна в гоночной игре». На сайте All Game Guide игра получила оценку в две с половиной звезды из пяти.